# فرنسيس بيرش
فرنسيس بيرش (بالإنجليزية: Francis Birch)‏ هو أستاذ جامعي أمريكي، ولد في 22 أغسطس 1903 في واشنطن العاصمة في الولايات المتحدة، وتوفي في 30 يناير 1992 في كامبريدج في الولايات المتحدة بسبب سرطان البروستاتا.